# Tipo B3
El Tipo B3 fue una subclase de submarinos operativos en la Armada Imperial Japonesa durante la Segunda Guerra Mundial, capaces de transportar un hidroavión. 

## Resumen operativo
Se construyeron tres unidades, identificadas como I-54, I-56 e I-58. Otras cuatro unidades, los I-62, I-64, I-65 e I-66 fueron cancelados en 1943. Básicamente se trata del mismo diseño del previo Tipo B2, con potencia reducida pero mayor autonomía. En 1945 los I-56 e I-58 fueron modificados para transportar cuatro minisubmarinos suicidas Kaiten, perdiendo su pieza artillera en el proceso. El I-58 sobrevivió a la guerra, siendo analizado y posteriormente hundido por los estadounidenses durante la llamada Operación Road's End.
| Submarino | Iniciado                 | Botado               | Completado              | Hundido               |
| I-54      | 1 de julio de 1942       | 4 de mayo de 1943    | 31 de marzo de 1944     | 29 de octubre de 1944 |
| I-56      | 29 de septiembre de 1942 | 30 de junio de 1943  | 8 de junio de 1944      | 5 de abril de 1945    |
| I-58      | 26 de diciembre de 1942  | 9 de octubre de 1943 | 7 de septiembre de 1944 | 1 de abril de 1946    |